# Vittoria Aleotti
Vittoria Aleotti (environ 1575 – après 1620), probablement la même personne que Raffaella Aleotti (environ 1570 – après 1646), est une religieuse, compositrice et organiste italienne augustine.

## Biographie
Vittoria Aleotti naquit à Ferrare dans la famille de l'architecte Giovanni Battista Aleotti et fut mentionnée dans son testament écrit en 1631. Dans son enfance, elle entendit les leçons de musique données à une de ses sœurs aînées et, à l'âge de six ans, surprit son entourage par ses dons pour le clavecin.
Aleotti reçut ensuite l'enseignement d'Alessandro Milleville pendant deux ans, avant d'être envoyée à l'âge de 14 ans au couvent Augustin de Saint Vito, à Ferrare, réputé pour sa musique. Elle en devint la supérieure de 1636 à 1639.
Aleotti est mentionnée dans le guide de Ferrare de M.A. Guarini's (1621) pour son érudition musicale, et il cite également ses motets et madrigaux. Elle mit en musique de nombreux madrigaux de Giovanni Battista Guarini, que son père envoya au Comte del Zaffo, qui les fit imprimer à Venise par Giacomo Vincenti en 1593. Un autre recueil de motets fut imprimé par Amadino en 1593, devenant ainsi la première partition de musique sacrée composée par une femme à être imprimée.

## Œuvres retrouvées d'Alleotti
Beaucoup de partitions ont été enregistrées par l'ensemble Cappella Artemisia.